# Costus tonkinensis
Costus tonkinensis är en enhjärtbladig växtart som beskrevs av François Gagnepain. Costus tonkinensis ingår i släktet Costus och familjen Costaceae. Inga underarter finns listade.